# Most Lady Killer
Most Lady Killer（モストレディキラー）はボーカルU-to（ユウト）のバンド形式ロプロジェクト。「MLK」と呼ばれている。

## プロフィール
2011年
オーディションで優勝し、HΛLの梅崎俊春プロデュースによりdwango.jpから約束の扉を配信。
本メンバーはU-toのみでほかのメンバーはサポートというバンド形式のソロアーティストとして活動を開始。
2013年
5月には自身初となるシングルDistanceを全国リリース。同時にカラオケの鉄人からDistanceとSPYを配信。
- SPYはライブ映像が流れる。
- Distanceは千葉テレビ放送ビジネスフラッシュのエンディングテーマソングに選ばれた。

音楽で千葉県や船橋市の地域活性化を目指したBright Projectを開始。市民祭りなどのイベントに参加している。
2014年
11月にaux-tvからコンピレーションアルバムが発売されPieceで参加。ジャケットは学校で撮影されている。
2015年
アーティストとのコラボ企画Affect Projectを開始。このプロジェクトでは今までのMLKにない楽曲を製作を目的としている。
1月17日、Affectから小谷野眞美との楽曲Gameが無料配信された。
6月3日、配信限定シングルRadiant Partyをリリース。
7月15日、配信限定シングル「君」をリリース。
12月9日、AffectからClaireとの楽曲しあわせな声が無料配信された。
2016年
1月13日、配信限定シングルFree Lifeをリリース。Radiant Party、「君」、Free Lifeはカラオケの鉄人から配信されている。
女性アーティストをプロデュースしていくLink Projectをスタート。
リーダーにMLKの妹アーティストyuka、Affectでもコラボした小谷野眞美、結絆、Maki、万宮えりか、月乃凛がイベントに出演している。
3月をもって所属事務所を脱退し、自身で活動していくことをブログで発表。
5月にバンドとして活動していくことを発表。
6月、U-to自身が代表を務める音楽事務所Bright Soundを発足。
10月12日にTarget MとWith...の両A面シングルをリリース。
カラオケの鉄人の10月度曲間CMを務める。
2017年
1月25日にOne Allを配信リリース。
色々な人に聴いてほしいという願いから1ダウンロード150円での販売となっている。
そして6th Digital Single火華を4月26日にリリース。
Most Lady Killerとして初となる和を意識した楽曲になっている。
5月17日に7th Digital Single Ai、8th Digital Single Makeを2作同時リリース。
Aiは切ないラブバラード、MakeはMLKらしいロックナンバーに仕上がり両楽曲共ハイレゾ対応作品としてリリースされた。
そして7月26日に3rd Single Nude Shineのリリースが決定。
ファン待望のNude Shineは夏らしいポップなサウンドに曲中に全員で飛び跳ねる場面があるライブ楽曲となっている。
2017年9月20日にU-toの誕生日を祝い「1つの楽曲で2つのストーリー」というテーマで同事務所のyukaとUというタイトルで同時リリースをした。
これはMost Lady Killerの9th Digital Singleとなる。
Most Lady KillerのUは切ない失恋の歌詞にジャズ調のアレンジが映える楽曲に仕上がっている。
2018年
1st Album JACKのリリースが発表され2018年2月14日にリリースされた。
2018年12月12日にU-to名義でMemoryをリリース。
Memoryはテレビ朝日系列YTS山形テレビ「YTSスペシャル　われら そば処　オツだね～この一品」のエンディングに使用された。
2019年
2019年2月13日に4th Single ZoneをリリースしTOKYO FM SHOWROOM主義で番組オンエアーされ公式楽曲として紹介された。
2019年7月17日にU-toソロ楽曲しゃぼんを配信限定リリース。
しゃぼんはU-to初の世界リリース他、AINZ＆TULPE 新宿東口マルチビジョンにも掲載された。
2019年7月31日に5th Single サヨナラの前にをリリースし千葉テレビMUSE9のエンディング楽曲となった。
2019年9月フリーのアーティストが所属をしなくても所属と同じような活動をBright Soundが支援する団体Bright Soundグループを設立した。

2020年
Bright Soundからリリースされている全楽曲が国内だけではなく海外からもリリースされることになった。
2020年8月5日に11th Digital Single Ink Overをリリース。
2020年9月16日に12th Digital Single 雨音をリリース。

2021年
2021年6月23日に13th Digital Single 2番目の女をリリース。
2021年9月1日にU-to 2nd Single Flowerをリリース。
Flowerはテレビ朝日系列YTS山形テレビ「真夏のゴリおし！やまがた冷ったいグルメツアー」のエンディングに使用された。
11th Digital Single Ink OverがKFB福島放送「シェア！」2021年11月度エンディングテーマに抜擢される。
2022年
2022年1月26日に6th Single True or Lieをリリース。
True or LieはQAB琉球朝日放送「こきざみぷらす」2022年1月度エンディングテーマに抜擢される。
2023年
2023年5月24日に15th Digital Single Vainをリリース。
2023年10月11日にKING RECORDからCry でメジャーデビューが決定。
2024年
2024年4月に合格すればメジャーデビューが確約されるLast Brightオーディションを開催。
2024年4月9日にKING RECORDからGuiltyをリリース。
2024年12月25日にKING RECORDからトキメククリスマスをリリース。

## メンバー
- Vocal
  - U-to

## Most Lady Killer ディスコグラフィ

### インディーズデジタルシングル
Spotify、iTunes、レコチョク、Line Musicなどの36のキャリアで配信。
Bright Sound所属以降のリリース曲は国内、海外配信。
| 枚   | 発売日         | タイトル      | 備考 |
| ---- | -------------- | ------------- | --- |
| 1st  | 2011年11月18日 | 約束の扉      | dwango.jpから配信。 |
| 2nd  | 2015年6月3日   | Radiant Party | iTunes、レコチョク、Line Music他から配信。 JOYSOUND、カラオケの鉄人から配信。                                              |
| 3rd  | 2015年7月15日  | 「君」        | iTunes、レコチョク、Line Music他から配信。 JOYSOUND、カラオケの鉄人から配信。                                              |
| 4th  | 2016年1月13日  | Free Life     | iTunes、レコチョク、Line Music他から配信。 JOYSOUND、カラオケの鉄人から配信。                                              |
| 5th  | 2017年1月25日  | One All       | iTunes、Spotify、Line Music他から配信。 JOYSOUND、カラオケの鉄人から配信。世界配信。                                       |
| 6th  | 2017年4月26日  | 火華          | iTunes、Spotify、Line Music他から配信。 JOYSOUND、カラオケの鉄人から配信。世界配信。                                       |
| 7th  | 2017年5月17日  | Ai            | iTunes、Spotify、Line Music他から配信。 JOYSOUND、カラオケの鉄人から配信。 ハイレゾ対応作品。世界配信。                    |
| 8th  | 2017年5月17日  | Make          | iTunes、Spotify、Line Music他から配信。 JOYSOUND、カラオケの鉄人から配信。 ハイレゾ対応作品。世界配信。                    |
| 9th  | 2017年9月20日  | U             | iTunes、Spotify、Line Music他から配信。 JOYSOUND、カラオケの鉄人から配信。世界配信。                                       |
| 10th | 2019年12月18日 | 空星          | iTunes、Spotify、Line Music他から配信。 JOYSOUNDから配信。世界配信。                                                       |
| 11th | 2020年8月5日   | Ink Over      | iTunes、Spotify、Line Music他から配信。 JOYSOUNDから配信。世界配信。 KFB福島放送「シェア！」2021年11月度エンディングテーマ |
| 12th | 2020年9月16日  | 雨音          | iTunes、Spotify、Line Music他から配信。 JOYSOUNDから配信。世界配信。                                                       |
| 13th | 2021年6月23日  | 2番目の女     | iTunes、Spotify、Line Music他から配信。 JOYSOUNDから配信。世界配信。                                                       |
| 14th | 2022年12月21日 | 白雪          | iTunes、Spotify、Line Music他から配信。 JOYSOUNDから配信。世界配信。                                                       |
| 15th | 2023年5月24日  | Vain          | iTunes、Spotify、Line Music他から配信。 JOYSOUNDから配信。世界配信。                                                       |

### インディーズシングル
全国のCDショップにて販売中。
| 枚  | 発売日         | タイトル         | 収録曲                    | 品番     | 備考 |
| --- | -------------- | ---------------- | ------------------------- | -------- | --- |
| 1st | 2013年5月29日  | Distance         | Distance SPY Bright Cheer | TOPD-110 | 千葉テレビ放送ビジネスフラッシュエンディングテーマソング(Distance)                                                                          |
| 2nd | 2016年10月12日 | Target M/With... | Target M With...          | BRIS-100 | 2016年10月カラオケの鉄人曲間CM |
| 3rd | 2017年7月26日  | Nude Shine       | Nude shine 恋罪           | BRIS-101 | |
| 4th | 2019年2月13日  | Zone             | Zone                      | BRIS-104 | TOKYO FM SHOWROOM主義公式楽曲 |
| 5th | 2019年7月31日  | サヨナラの前に   | サヨナラの前に            | BRIS-105 | 千葉テレビ放送MUSE9エンディングテーマソング                                                                                                 |
| 6th | 2022年1月26日  | True or Lie      | True or Lie Ink Over      | BRIS-107 | QAB琉球朝日放送「こきざみぷらす」2022年1月度エンディングテーマ(True or Lie) KFB福島放送「シェア！」2021年11月度エンディングテーマ(Ink Over) |

### インディーズアルバム
| 枚  | 発売日        | タイトル | 収録曲                                                                                            | 品番     | 備考 |
| --- | ------------- | -------- | ------------------------------------------------------------------------------------------------- | -------- | ---- |
| 1st | 2018年2月14日 | JACK     | Haunted、Make、Escape2、U、JACK、Target M、火華、Ai、Nude Shine、Queen～Black～、With...、One All | BRIS-102 |      |

### メジャーシングル
| 枚  | 発売日         | タイトル | 収録曲        | 品番     | 備考                                    |
| --- | -------------- | -------- | ------------- | -------- | --------------------------------------- |
| 1st | 2023年10月11日 | Cry      | Cry Last Hope | KICB2828 | KING RECORDから各CDショップにて販売中。 |

### メジャーデジタルシングル
| 枚  | 発売日         | タイトル           | 収録曲                        | 備考                                    |
| --- | -------------- | ------------------ | ----------------------------- | --------------------------------------- |
| 1st | 2024年4月9日   | Guilty             | Guilty 僕は君になにもできない | KING RECORDから各配信ストアから配信中。 |
| 2nd | 2024年12月25日 | トキメククリスマス | トキメククリスマス 爪痕       | KING RECORDから各配信ストアから配信中。 |

### オムニバス
music.jp、iTunesなどで配信。
| 枚  | 発売日        | タイトル            | 収録曲 | 品番    | 備考                                          |
| --- | ------------- | ------------------- | ------ | ------- | --------------------------------------------- |
| 1st | 2014年11月1日 | aux-tv Premium Best | Piece  | apx-014 | 2020年4月15日、日本海外含め37社から再リリース |

## U-to ディスコグラフィ

### インディーズデジタルシングル
| 枚  | 発売日        | タイトル | 備考                                              |
| --- | ------------- | -------- | ------------------------------------------------- |
| 0th | 2018年7月11日 | Distance | Spotify、music.jp、iTunes他から配信。             |
| 1st | 2019年7月17日 | しゃぼん | 世界配信、AINZ＆TULPE新宿東口マルチビジョン掲載。 |

### インディーズシングル
| 枚  | 発売日         | タイトル | 収録曲        | 品番     | 備考 |
| --- | -------------- | -------- | ------------- | -------- | --- |
| 1st | 2018年12月12日 | Memory   | Memory        | BRIS-103 | テレビ朝日YTS山形テレビ「YTSスペシャル われら そば処 オツだね～この一品」エンディングテーマソング。             |
| 2nd | 2021年9月1日   | Flower   | Flower 「君」 | BRIS-106 | テレビ朝日YTS山形テレビ「YTSスペシャル 真夏のゴリおし！やまがた冷ったいグルメツアー」エンディングテーマソング。 |

## 主なメディア出演

### 雑誌掲載
- CDJournal（2013年7月号）
- CDJournal（2019年2,3月号）（U-toソロ）
- CDJournal（2019年4月号）
- TOKYO7SPICE（2019年7月号）（U-toソロ）